# Sybra binotata
Sybra binotata är en skalbaggsart som beskrevs av Charles Joseph Gahan 1907. Sybra binotata ingår i släktet Sybra och familjen långhorningar.
Artens utbredningsområde är Filippinerna. Inga underarter finns listade i Catalogue of Life.